# Olivella biminiensis
Olivella biminiensis is een slakkensoort uit de familie van de Olividae. De wetenschappelijke naam van de soort is voor het eerst geldig gepubliceerd in 2002 door Petuch.